# Denominaciones de origen de Suiza

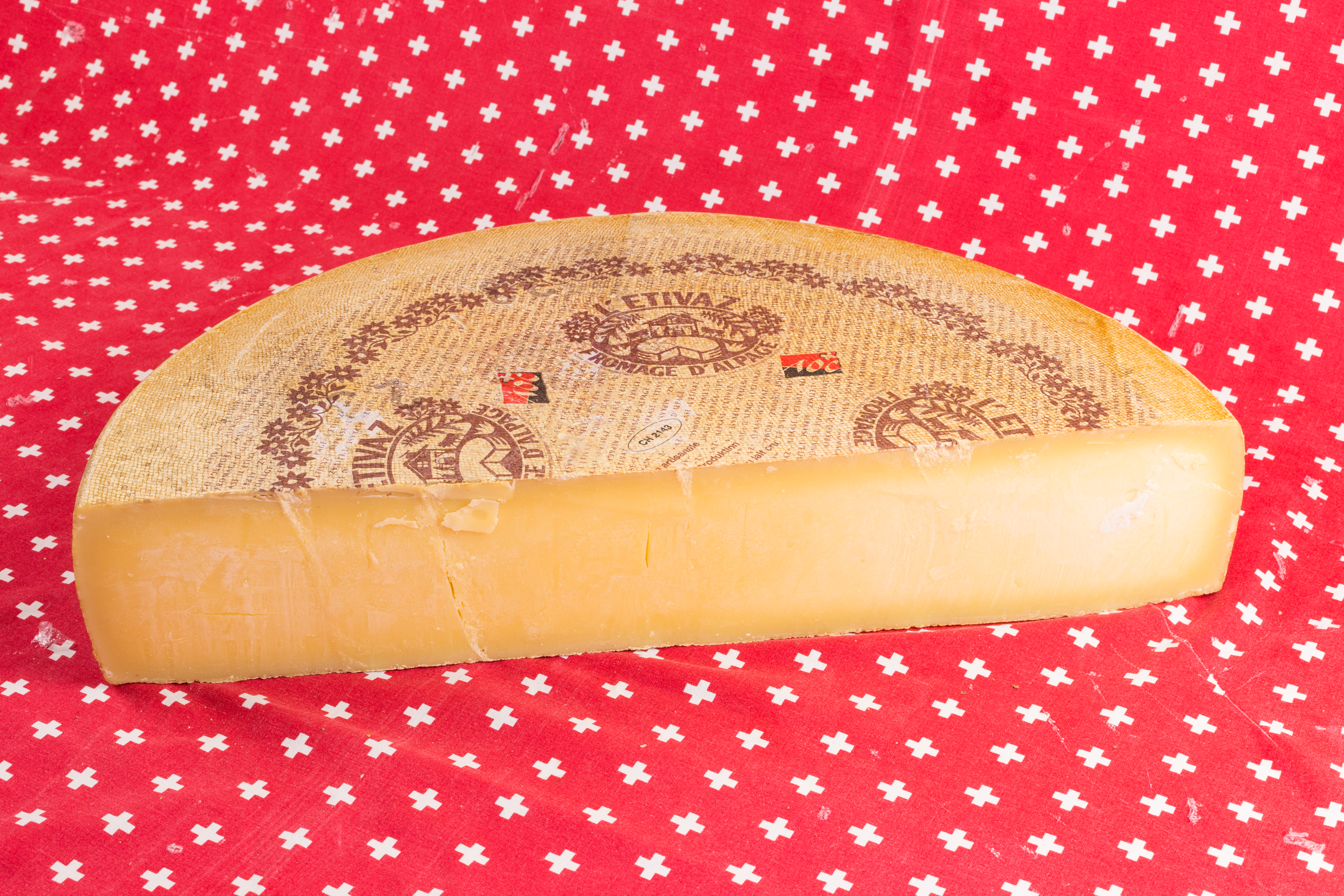
Etivaz AOP

La Confederación Suiza cuenta con 22 Denominaciones de Origen Protegidas (en alemán, Geschützte Ursprungsbezeichnung; en francés, Appellation d'origine protégée; en italiano, Denominazione di origine protetta), abreviado AOP, que es un sello de calidad que garantiza el origen específico y único de un producto alimentario de calidad.
La Denominación de Origen Protegida certifica, según la ley suiza, que «todas las etapas de producción, desde la materia prima hasta el desarrollo del producto terminado, tienen lugar en la región definida», por lo que es más estricta que la Indicación Geográfica Protegida. En 2013, la denominación en francés AOP (Appellation d'origine protégée) sustituyó a la antigua AOC (Appellation d'origine contrôlée).

## Listado
- Cardo espinoso de Ginebra (Cardon épineux genevois)
- Azafrán de Mund (Munder Safran)
- Sémola de maíz del Valle del Rin (Rheintaler Ribelmais)
- Pera de ramillete de Friburgo (fr. Poire à Botzi, ale. Büschelibirne)

Productos de panadería
- Cuchaule, pan briochado de Friburgo
- Pan de centeno del Valais (Pain de seigle valaisan)

Bebidas alcohólicas
- Abricotine, destilado de albaricoque del Valais
- Damassine del cantón de Jura
- Williamine del Valais (oficialmente llamada Eau-de-vie de poire du Valais, es decir, ‘aguardiente de pera del Valais’)
- Zuger y Rigi Kirsch, destilados de cereza

Quesos
- Berner Alpkäse
- Bloderkäse-Sauerkäse
- Emmental
- L'Étivaz
- Formaggio d'alpe ticinese
- Glarner Alpkäse
- Gruyère
- Raclette del Valais
- Sbrinz
- Tête de Moine
- Vacherin fribourgeois
- Vacherin Mont-d'Or